# Iwan Gabrusewycz
Iwan Gabrusewycz (ur. 1902 w Olchowcu, zm. 16 maja 1944 w Sachsenhausen) – ukraiński działacz nacjonalistyczny.
Był synem księdza greckokatolickiego. W młodości działał w lwowskim oddziale SUMN, należąc do bliskich współpracowników Stepana Ochrymowycza. Od 1928 kierownik struktur „Junactwa”. 
Działał w OUN pod pseudonimami Irten i Dżon, od lata 1931 do marca 1932 był przewodniczącym krajowym OUN.
W 1932 ukończył filozofię na Uniwersytecie Lwowskim i wyjechał za granicę. Przebywając na emigracji, działał, wiosną 1934 został referentem szkolenia ideologicznego PUN. 
W czasie rozłamu w OUN opowiedział się po stronie Bandery.
We wrześniu 1941 został aresztowany przez Gestapo i więziony do stycznia 1942 w Berlinie, a potem wywieziony do obozu koncentracyjnego Sachsenhausen, gdzie zmarł.

## Literatura
- Ryszard Torzecki - "Kwestia ukraińska w Polsce w latach 1923-1929", Kraków 1989, ISBN 83-08-01977-3
- Roman Wysocki: Organizacja Ukraińskich Nacjonalistów w Polsce w latach 1929-1939, Lublin 2003,wyd. Wydawnictwo UMCS, ISBN 83-227-2101-3